# Parti socialiste (Portugal)
Pour les articles homonymes, voir Parti socialiste.
Le Parti socialiste (en portugais : Partido Socialista, PS) est un parti politique portugais de gauche et de centre gauche.

## Histoire

### Fondation (1973)
Le PS est créé lors d'un congrès de l'Action socialiste portugaise (ASP), alors en exil, le 19 avril 1973 à Bad Münstereifel, en Allemagne de l'Ouest. Les vingt-sept délégués présents décidèrent de fonder ce parti sur le socialisme et la liberté, en faisant explicitement référence à une société sans classes et au marxisme, repensé, comme source d'inspiration principale.

### Retour de la démocratie (1974-1979)
En 1974, la révolution des Œillets fait chuter le régime autoritaire de l'État nouveau, instauré en 1933, et permet le retour à la démocratie. Le secrétaire général du PS, Mário Soares, rentre alors au Portugal, après un exil en France, et devient ministre des Affaires étrangères, tandis qu'António de Almeida Santos est nommé ministre de la Coordination interterritoriale. Aux élections constituantes du 25 avril 1975, le parti arrive en tête avec 37,9 % des voix, et continue de soutenir les gouvernements provisoires qui se succèdent.
Après l'adoption de la nouvelle Constitution, des élections législatives sont convoquées le 25 avril 1976. Les socialistes s'imposent avec 34,9 % des suffrages exprimés, et Soares devient alors Premier ministre du Portugal. Il gouverne en minorité jusqu'en 1978, lorsqu'il élargit son gouvernement au Centre démocratique et social (CDS), avec qui il gouverne huit mois. À la suite de cet échec, le président António Ramalho Eanes désigne de lui-même trois gouvernements, qui ne conservent pas le soutien durable de l'Assemblée de la République.

### Opposition à l'Alliance démocratique (1979-1983)
Le 2 décembre 1979, des élections législatives sont organisées et remportées par l'Alliance démocratique (AD), une coalition politique rassemblant trois partis de centre droit, dont le CDS. À l'occasion de ce scrutin, le PS recule fortement, à 27,3 % des voix. Pour les élections législatives du 5 octobre 1980, les socialistes s'allient avec l'Union de la gauche pour la démocratie socialiste (UEDS) et l'Action sociale-démocrate indépendante (ASDI) au sein du Front républicain et socialiste (FRS), qui n'obtient que 27,8 % des voix, sans aucune progression.

### Grande coalition (1983-1985)
Le Parti social-démocrate (PPD/PSD) ayant perdu les élections locales de 1982, le Premier ministre Francisco Pinto Balsemão démissionne et convoque des élections législatives anticipées le 25 avril 1983. Au cours de la campagne, le secrétaire général du PS, Mário Soares, propose « cent mesures en cent jours » et annonce qu'il sera contraint d'instaurer une politique de rigueur budgétaire. Il l'emporte, avec 36,1 % des voix, et décide de former une grande coalition, appelée Bloc central (pt), avec le PPD/PSD, qui obtient 27,2 % des suffrages. Le gouvernement fait alors appel au Fonds monétaire international (FMI) et met en place un plan d'austérité. Toutefois, à la suite de l'élection d'Aníbal Cavaco Silva à la présidence des sociaux-démocrates, ceux-ci ont mis fin à la coalition, ce qui a conduit à de nouvelles élections anticipées.

### Dix ans d'opposition (1985-1995)
Avec 20,8 % des voix lors de ce scrutin, organisé le 6 octobre 1985, le PS obtient le plus faible score depuis sa fondation, dix ans auparavant. Mário Soares démissionne d'ailleurs du secrétariat général, au profit de Vítor Constâncio. Un an plus tard, en 1986, Soares se présente à l'élection présidentielle, et arrive deuxième du premier tour avec 25,1 % des voix, gêné par la dissidence de Salgado Zenha (pt), soutenu par le Parti communiste portugais et qui remporte 20 % des voix, et derrière le chrétien-démocrate Diogo Freitas do Amaral, qui obtient 45,8 %. Il parvient toutefois à s'imposer au second tour, en remportant 51,2 % des suffrages exprimés.
À la suite du renversement du gouvernement minoritaire de Cavaco Silva, des élections législatives anticipées sont de nouveau convoquées le 19 juillet 1987. Les socialistes n'y obtiennent que 22,2 %, contre 50,2 % au PPD/PSD, qui inaugure ainsi huit ans de majorité absolue, un record. Deux ans plus tard, Jorge Sampaio remplace Constâncio à la tête du parti, sans parvenir à ramener les socialistes au pouvoir lors des élections législatives du 6 octobre 1991, lors desquelles le PS remporte 29,1 % des suffrages exprimés. Il est à son tour remplacé par António Guterres, en 1992. En janvier 1991, le président Soares avait été très largement réélu dès le premier tour, avec 70,3 % des suffrages.

### Ère Guterres (1995-2002)
Guterres conduit le parti aux élections législatives du 1er octobre 1995, et obtient 43,8 % des voix, ce qui constitue alors le meilleur score du PS depuis 1974. Il prend la tête d'un gouvernement minoritaire, dans un contexte de poussée sociale-démocrate sur l'Europe de l'Ouest. L'année suivante, le maire socialiste de Lisbonne, Jorge Sampaio, défait l'ancien Premier ministre Aníbal Cavaco Silva lors de l'élection présidentielle, avec 53,9 % des suffrages exprimés.
Candidat à sa succession lors des élections législatives du 10 octobre 1999, Guterres rate la majorité absolue avec 44,1 % des voix. Alors que les socialistes parviennent sans difficulté à conserver la présidence de la République en janvier 2001, Sampaio étant réélu avec 55,5 % des voix au premier tour, ils perdent lourdement les élections locales de décembre, ce qui conduit Guterres à démissionner et convoquer des élections législatives anticipées le 17 mars 2002, pour lesquels il est remplacé à la direction du PS par Eduardo Ferro Rodrigues.

### Retour dans l'opposition (2002-2005)
Celui-ci parvient à limiter la chute du parti, avec 37,8 % des voix, ce qui en fait le meilleur résultat socialiste lors d'un passage dans l'opposition. Le social-démocrate José Manuel Durão Barroso parvient alors au pouvoir, en coalition avec le Parti populaire de Paulo Portas, et mène une politique libérale et atlantiste qui permet au PS de s'imposer largement aux élections européennes du 13 juin 2004 avec 46,3 % des voix. Durão Barroso est appelé peu après à diriger la Commission européenne, et Ferro Rodrigues demande alors au président Jorge Sampaio de dissoudre l'Assemblée de la République. Ce dernier décide de remplacer le Premier ministre par le nouveau président du PPD/PSD, Pedro Santana Lopes, ce qui amène le secrétaire général du PS à démissionner.

### José Sócrates et la majorité absolue (2005-2011)
Trois personnes se présentent alors à sa succession, le vote étant remporté par l'ancien ministre de l'Environnement, José Sócrates, avec 80 % des voix. Sampaio dissout l'Assemblée de la République peu de temps après, et convoque des élections législatives anticipées le 20 février 2005. Surfant sur l'impopularité de Santana Lopes, le PS revient au pouvoir avec le meilleur score de son histoire, 45 % des voix, et la majorité absolue des sièges, ce qui ne lui était encore jamais arrivé.
Sócrates met alors en œuvre une politique de restrictions budgétaires, afin de ramener le déficit public dans les standards européens, et de réforme des services publics. Il décide, pour la présidentielle de janvier 2006, de présenter la candidature de Mário Soares, le député et poète Manuel Alegre décidant alors de se déclarer candidat indépendant. Le scrutin est remporté de justesse au premier tour par Aníbal Cavaco Silva, Alegre arrivant deuxième avec 20,7 % des suffrages exprimés, contre 14,3 % pour Soares.
L'année suivante, le ministre de l'Intérieur, António Costa, reprend, lors d'une élection spéciale, la mairie de Lisbonne au centre droit. Ce dernier parvient cependant, à la surprise générale, à devancer le PS aux élections européennes du 7 juin 2009 avec 31,1 % des voix, contre 26,5 % aux socialistes. Ce score n'empêche pas Sócrates de conserver le pouvoir lors des élections législatives du 27 septembre suivant. Il n'y obtient cependant que 36,6 % des voix, perdant ainsi sa majorité absolue. La crise économique mondiale l'amène à davantage de rigueur, son quatrième plan étant rejeté par le Parlement le 23 mars 2011, deux mois après la réélection de Cavaco Silva à la présidence avec 53,1 % des voix, devant Manuel Alegre, cette fois-ci soutenu par le PS mais qui n'obtient que 19,7 % des suffrages.

### Défaite de 2011
Le Premier ministre démissionne alors et convoque des élections anticipées le 5 juin 2011. Le PS y subit un cuisant revers, avec 28,1 % des voix, soit dix points de moins que le PPD/PSD de Pedro Passos Coelho, qui pourra s'associer au Parti populaire de Paulo Portas. Sócrates renonce alors à diriger le parti, l'élection de son successeur étant prévue pour le 23 juillet. Lors de ce scrutin, l'ancien ministre António José Seguro, perçu comme un critique de Sócrates, l'emporte avec presque 68 % des voix face à Francisco Assis, ancien président du groupe parlementaire. Six semaines plus tard, un nouveau congrès est organisé, portant l'ancienne ministre Maria de Belém Roseira à la présidence du parti.

### Primaires de 2014
Après des résultats mitigés aux élections européennes du 25 mai 2014, le maire de Lisbonne António Costa conteste Seguro en tant que chef du parti. Ce dernier réplique par la convocation de primaires ouvertes pour la désignation du chef de file aux prochaines législatives ; le scrutin, qui se tient le 28 septembre suivant et mobilise 155 000 sympathisants en plus des 93 000 adhérents, consacre une écrasante victoire de Costa par 67,7 % des exprimés. António José Seguro, assumant cette lourde défaite, annonce aussitôt sa démission. Environ deux mois plus tard, les 21 et 22 novembre, António Costa est élu secrétaire général par les adhérents avec 95,8 % des voix, étant le seul candidat en lice. La semaine suivante se tient le XXe congrès du PS, qui fait de l'ancien président du gouvernement des Açores Carlos César le nouveau président des socialistes.

### 2015: élections législatives et renversement d'alliance
Arrivé deuxième lors des élections de 2015, alors que la gauche dans son ensemble a gagné une majorité au parlement, le PS décide de s'allier au Bloc de gauche (BE) et à la Coalition démocratique unitaire (CDU) pour renverser le gouvernement minoritaire de Pedro Passos Coelho. Ce dernier, étant arrivé en tête aux élections législatives, avait néanmoins perdu sa majorité absolue mais avait été reconduit par le président de la république, Aníbal Cavaco Silva. L'accord prévoit un soutien sans participation du BE et de la CDU. Le PS met ainsi fin à près de quarante années de désunion avec le reste de la gauche portugaise. En échange de ce soutien, le PS accepte d'abandonner trois mesures-phares de son programme : la libéralisation des licenciements, le gel des pensions et la réduction des contributions patronales à la Sécurité sociale.
Lors d'une réunion de la commission politique nationale le 5 décembre, la députée Ana Catarina Mendes est élue secrétaire générale adjointe du PS par 176 voix pour, 2 contre et 3 abstentions, conformément à un engagement pris par Costa lors de son élection à la tête du parti. Au cours du XXIe congrès, célébré en juin 2016, l'ancien ministre des Affaires sociales António Arnaut est fait président d'honneur du parti, un titre laissé vacant depuis le décès d'António de Almeida Santos.

## Dirigeants

### Secrétaires généraux
| Nom                     | Mandat                                                          | Remarques |
| ----------------------- | --------------------------------------------------------------- | --- |
| Mário Soares            | 19 avril 1973 – 13 juin 1985 (12 ans, 1 mois et 25 jours)       | Ministre des Affaires étrangères (1974-1975 ; 1977-1978) Ministre sans portefeuille (1975) Premier ministre (1976-1978 ; 1983-1985) Président de la République (1986-1996) Député européen (1999-2004) |
| Vítor Constâncio        | 29 juin 1986 – 15 janvier 1989 (2 ans, 6 mois et 17 jours)      | Ministre des Finances et du Plan (1978) Gouverneur de la Banque de Portugal (1985-1986 ; 2000-2010) Président du Parti socialiste européen (1987-1989) Vice-président de la Banque centrale européenne (2010-2018) |
| Jorge Sampaio           | 15 janvier 1989 – 23 février 1992 (3 ans, 1 mois et 8 jours)    | Maire de Lisbonne (1990-1995) Président de la République (1996-2006) |
| António Guterres        | 23 février 1992 – 20 janvier 2002 (9 ans, 10 mois et 28 jours)  | Premier ministre (1995-2002) Président de l'Internationale socialiste (1999-2005) Haut commissaire des Nations unies pour les Réfugiés (2005-2015) Secrétaire général des Nations unies (depuis 2017) |
| Eduardo Ferro Rodrigues | 20 janvier 2002 – 24 septembre 2004 (2 ans, 8 mois et 4 jours)  | Ministre de la Solidarité et de la Sécurité sociale (1995-1997) Ministre du Travail et de la Solidarité (1997-2001) Ministre de l'Équipement social (2001-2002) Président du groupe parlementaire (2014-2015) Président de l'Assemblée de la République (2015-2022)                                                   |
| José Sócrates           | 24 septembre 2004 – 23 juillet 2011 (6 ans, 9 mois et 29 jours) | Ministre adjoint du Premier ministre (1997-1999) Ministre de l'Environnement et de l'Aménagement du territoire (1999-2002) Ministre de l'Équipement social (2002) Premier ministre (2005-2011) |
| António José Seguro     | 23 juillet 2011 – 28 septembre 2014 (3 ans, 2 mois et 5 jours)  | Secrétaire général de la Jeunesse socialiste (1990-1994) Député européen (1999-2001) Ministre adjoint du Premier ministre (2001-2002) Président du groupe parlementaire (2004-2005) |
| António Costa           | 22 novembre 2014 – 7 janvier 2024 (9 ans, 3 mois et 10 jours)   | Ministre des Affaires parlementaires (1997-1999) Ministre de la Justice (1999-2002) Président du groupe parlementaire (2002-2004) Député européen (2004-2005) Ministre de l'Administration interne (2005-2007) Maire de Lisbonne (2007-2015) Premier ministre (2015-2024) Président du Conseil européen (depuis 2024) |
| Pedro Nuno Santos       | 7 janvier 2024 – 24 mai 2025 (1 an, 4 mois et 17 jours)         | Secrétaire général de la Jeunesse socialiste (2004-2008) Ministre des Infrastructures et du Logement (2019-2023) |
| José Luís Carneiro      | depuis le 28 juin 2025 (1 mois et 5 jours)                      | Maire de Baião (2005-2015) Secrétaire général adjoint (2019-2022) Ministre de l'Administration interne (2022-2024) |

## Résultats électoraux

### Élections législatives
| Année | Chef de file              | Voix             | %                | Sièges    | Rang | Gouvernement                          |
| ----- | ------------------------- | ---------------- | ---------------- | --------- | ---- | ------------------------------------- |
| 1975  | Mário Soares              | 2 162 972        | 37,87            | 116 / 250 | 1er  |                                       |
| 1976  | Mário Soares              | 1 912 921        | 34,89            | 107 / 263 | 1er  | Ier (1976-1978) et IIe (1978)         |
| 1979  | Mário Soares              | 1 642 136        | 27,33            | 74 / 250  | 2e   | Opposition                            |
| 1980  | Mário Soares              | au sein de l'FRS | au sein de l'FRS | 66 / 250  | 2e   | Opposition                            |
| 1983  | Mário Soares              | 2 061 309        | 36,11            | 101 / 250 | 1er  | IXe                                   |
| 1985  | António de Almeida Santos | 1 204 321        | 20,77            | 57 / 250  | 2e   | Opposition                            |
| 1987  | Vítor Constâncio          | 1 262 506        | 22,24            | 60 / 250  | 2e   | Opposition                            |
| 1991  | Jorge Sampaio             | 1 670 758        | 29,13            | 72 / 230  | 2e   | Opposition                            |
| 1995  | António Guterres          | 2 583 755        | 43,76            | 112 / 230 | 1er  | XIIIe                                 |
| 1999  | António Guterres          | 2 385 922        | 44,06            | 115 / 230 | 1er  | XIVe                                  |
| 2002  | Eduardo Ferro Rodrigues   | 2 068 584        | 37,79            | 96 / 230  | 2e   | Opposition                            |
| 2005  | José Sócrates             | 2 588 312        | 45,03            | 121 / 230 | 1er  | XVIIe                                 |
| 2009  | José Sócrates             | 2 077 238        | 36,56            | 97 / 230  | 1er  | XVIIIe                                |
| 2011  | José Sócrates             | 1 566 347        | 28,08            | 74 / 230  | 2e   | Opposition                            |
| 2015  | António Costa             | 1 747 685        | 32,31            | 86 / 230  | 2e   | Opposition (2015) et XXIe (2015-2019) |
| 2019  | António Costa             | 1 908 036        | 36,34            | 108 / 230 | 1er  | XXIIe                                 |
| 2022  | António Costa             | 2 302 601        | 41,38            | 120 / 230 | 1er  | XXIIIe                                |
| 2024  | Pedro Nuno Santos         | 1 812 469        | 29,26            | 78 / 230  | 2e   | Opposition                            |
| 2025  | Pedro Nuno Santos         | 1 442 546        | 23,81            | 58 / 230  | 2e   | Opposition                            |

### Élections présidentielles
| Année | Candidat              | 1er tour | 1er tour | 2d tour | 2d tour |
| Année | Candidat              | %        | Rang     | %       | Rang    |
| ----- | --------------------- | -------- | -------- | ------- | ------- |
| 1976  | António Ramalho Eanes | 61,6     | 1er      |         |         |
| 1980  | Ramalho Eanes         | 56,4     | 1er      |         |         |
| 1986  | Mário Soares          | 25,4     | 2e       | 51,2    | 1er     |
| 1991  | Mário Soares          | 70,4     | 1er      |         |         |
| 1996  | Jorge Sampaio         | 53,9     | 1er      |         |         |
| 2001  | Jorge Sampaio         | 55,6     | 1er      |         |         |
| 2006  | Mário Soares          | 14,3     | 3e       |         |         |
| 2011  | Manuel Alegre         | 19,3     | 2e       |         |         |

### Élections européennes
| Année | Voix      | %     | Sièges  | Groupe |
| ----- | --------- | ----- | ------- | ------ |
| 1987  | 1 267 672 | 22,48 | 6 / 24  | SOC    |
| 1989  | 1 184 380 | 28,54 | 8 / 24  | SOC    |
| 1994  | 1 061 560 | 34,87 | 10 / 25 | PSE    |
| 1999  | 1 493 146 | 43,07 | 12 / 25 | PSE    |
| 2004  | 1 516 001 | 44,52 | 12 / 24 | PSE    |
| 2009  | 946 818   | 26,53 | 7 / 22  | S&D    |
| 2014  | 1 032 252 | 31,45 | 8 / 21  | S&D    |
| 2019  | 1 106 328 | 33,38 | 9 / 21  | S&D    |
| 2024  | 1 266 934 | 32,08 | 8 / 21  | S&D    |

### Élections municipales
| Année | Voix      | %     | Rang | Maires    | Conseillers |
| ----- | --------- | ----- | ---- | --------- | ----------- |
| 1976  | 1 386 362 | 33,2  | 1er  | 115 / 304 | 691 / 1908  |
| 1979  | 1 380 134 | 27,7  | 1er  | 60 / 305  | 516 / 1900  |
| 1982  | 1 595 723 | 31,1  | 1er  | 83 / 305  | 619 / 1913  |
| 1985  | 1 330 029 | 27,4  | 2e   | 79 / 305  | 574 / 1975  |
| 1989  | 1 598 571 | 32,3  | 1er  | 116 / 305 | 728 / 1997  |
| 1993  | 1 950 133 | 36,1  | 1er  | 126 / 305 | 792 / 2006  |
| 1997  | 2 041 307 | 38,1  | 1er  | 127 / 305 | 869 / 2021  |
| 2001  | 1 792 690 | 34,1  | 1er  | 113 / 308 | 829 / 2044  |
| 2005  | 1 931 564 | 35,8  | 1er  | 109 / 308 | 852 / 2046  |
| 2009  | 2 084 382 | 37,7  | 1er  | 132 / 308 | 921 / 2078  |
| 2013  | 1 812 029 | 36,3  | 1er  | 149 / 308 | 923 / 2086  |
| 2017  | 2 003 914 | 38,7  | 1er  | 160 / 308 | 963 / 2086  |
| 2021  | 1 854 960 | 37,09 | 1er  | 148 / 308 | 888 / 2064  |